# Agnieszka Wieszczek
Agnieszka Jadwiga Wieszczek-Kordus (Wałbrzych, 22 marzo 1983) è una lottatrice polacca.

## Biografia
Ha rappresentato la Polonia ai Giochi olimpici estivi di Pechino 2008, aggiudicandosi la medaglia di bronzo nei -72 kg, e a quelli di Pechino 2008, in cui ha concluso al 15º posto.

## Palmarès
- Giochi olimpici

Pechino 2008: bronzo nei -72 kg;
- Europei

Mosca 2006: bronzo nei -67 kg;
Sofia 2007: bronzo nei -72 kg;
Vilnius 2009: bronzo nei -72 kg;
Dortmund 2011: bronzo nei -72 kg;
- Mondiali universitari

Łódź 2004: argento nei -72 kg;
Ulan Bator 2006: argento nei -72 kg;
- Giochi mondiali militari

Wuhan 2009: argento nei -68 kg;
- Campionati militari

Lahti 2010: bronzo nei -72;
Joint Base McGuire-Dix-Lakehurst 2014: bronzo nei -69 kg;
Skopje: oro nei -69 kg;
Klaipėda 2017: oro nei -75 kg;